# Microtatorchis paife
Microtatorchis paife är en orkidéart som först beskrevs av Emmanuel Drake del Castillo, och fick sitt nu gällande namn av Leslie Andrew Garay. Microtatorchis paife ingår i släktet Microtatorchis och familjen orkidéer. Inga underarter finns listade i Catalogue of Life.